# Robert von Langer (Maler)

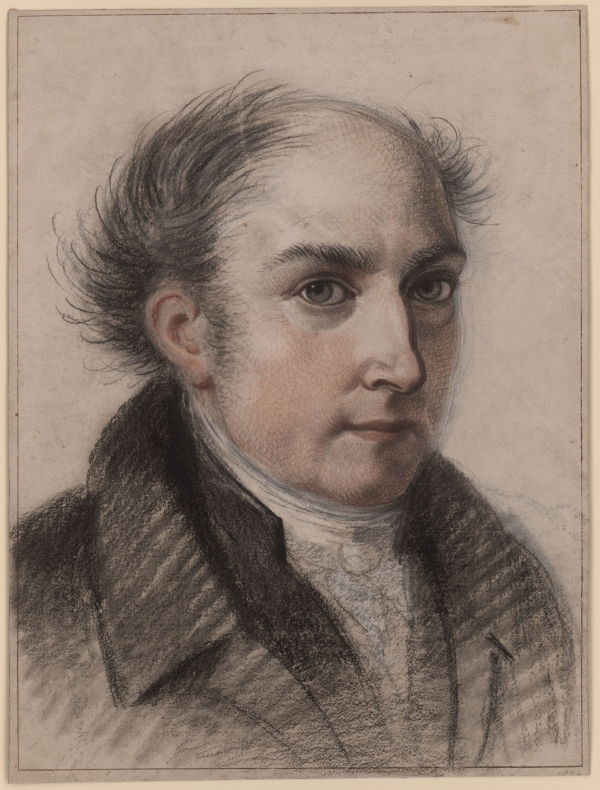
Robert von Langer

Robert von Langer (* 9. März 1783 in Düsseldorf; † 6. Oktober 1846 in Haidhausen) war ein deutscher Maler.

## Leben

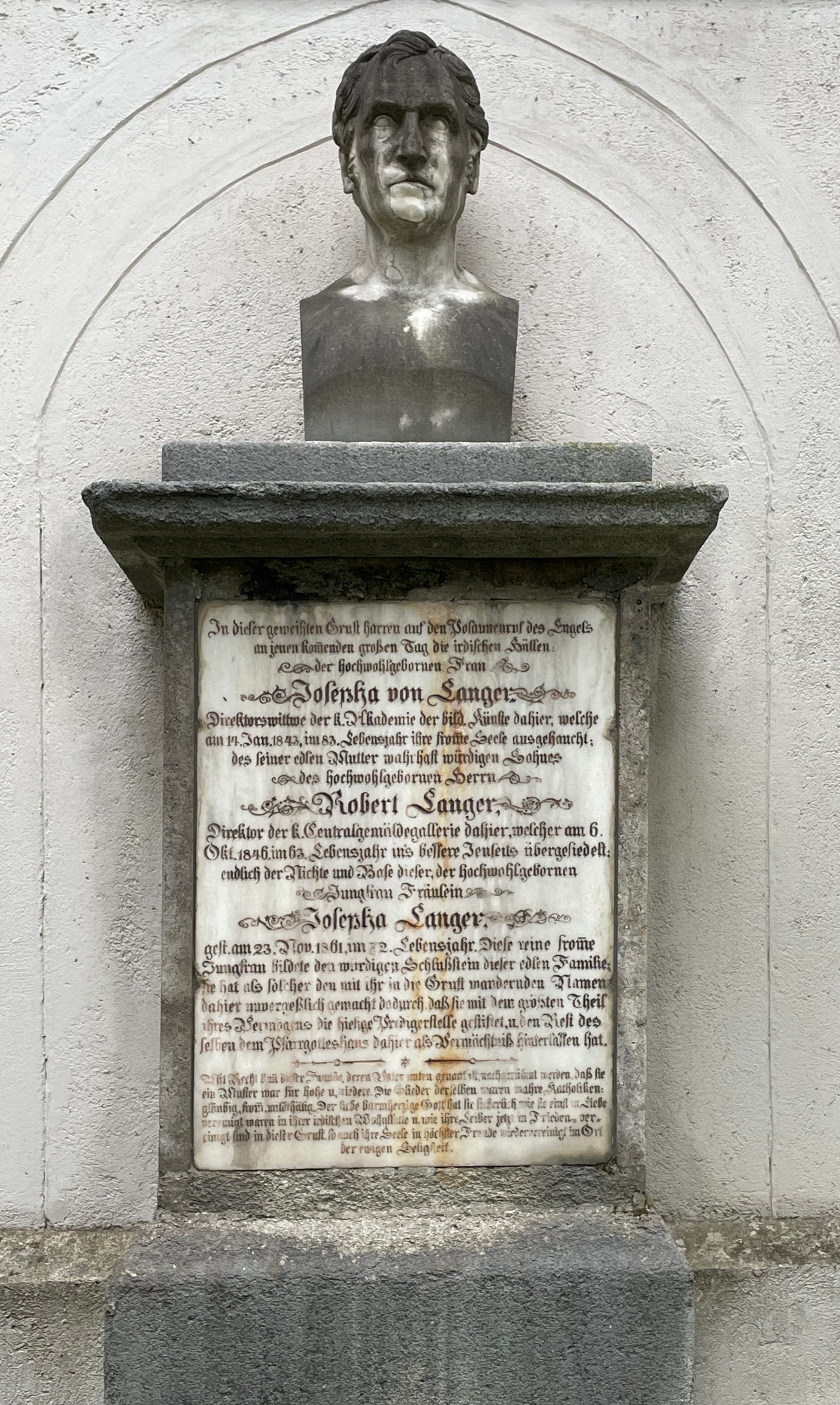
Grabstein auf dem Friedhof Haidhausen

Robert von Langer, Sohn und Schüler des Johann Peter von Langer, besuchte mit seinem Vater Paris und Italien, wurde 1806 Professor an der Akademie der Bildenden Künste in München, versah von 1820 an noch die Stelle eines Generalsekretärs der Akademie, wurde 1827 Direktor des königlichen Kabinetts der Handzeichnungen und 1841 Zentralgaleriedirektor. Er starb am 6. Oktober 1846 auf seinem Landhaus zu Haidhausen und liegt auf dem Friedhof Haidhausen begraben. 

## Werke (Auswahl)

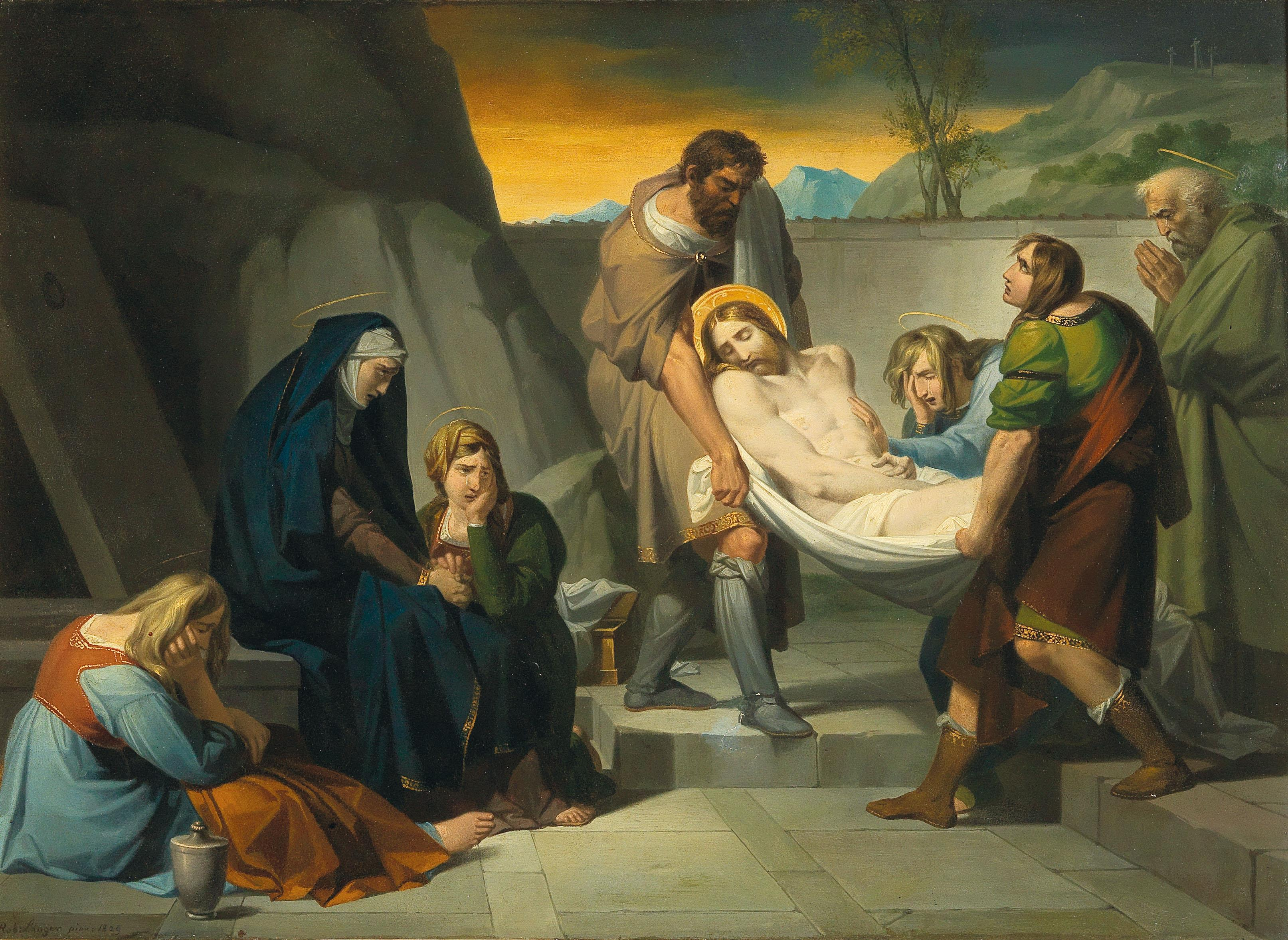
Die Grablegung (1829)

- ein Zyklus von Federzeichnungen zu Dantes Divina Commedia;
- ein Zyklus von acht Bildern in der Kirche des allgemeinen Krankenhauses zu München, die sieben Werke der Barmherzigkeit darstellend, am Altar Christus, welcher Blinde und Lahme heilt;
- eine Kreuzabnahme in der Frauenkirche zu München;
- Franz von Assisi in der Franziskanerkirche daselbst.

Lag er auch gleich seinem Vater im Bann missverstandener klassischer Traditionen, so fehlt es doch vielen seiner Kompositionen nicht an idealer Schönheit und an Reinheit der Zeichnung.